# 朱氏飄魚
朱氏飄魚（学名：Pseudolaubuca jouyi）是輻鰭魚綱鯉形目鯉科的其中一個種，分布於亞洲韓國淡水流域，棲息在底層水域，生活習性不明。